# دهستان دژکرد
دژکرد، دهستانی است از توابع بخش سده شهرستان اقلید در استان فارس ایران.

## مردم
مردم این دهستان لر هستند و به زبان لری سخن می گویند.

## جمعیت
براساس سرشماری سال ۱۳۸۵ جمعیت آن ۷٬۴۳۸ نفر (۱٬۷۰۳ خانوار) بوده‌است.